# David Bauzá Francés
David Bauzá Francés (nascut el 29 de maig de 1976) és un exfutbolista valencià que va jugar com a migcampista defensiu, actualment entrenador del CF La Nucía B.

## Carrera de club
Bauzá va néixer a Alacant, País Valencià. Va participar en 354 partits de Segona Divisió i va marcar 16 gols en 12 temporades, representant a cinc clubs d'aquesta categoria, principalment l'Sporting de Gijón i l'Albacete Balompié (tres anys cadascun).
Al final de la seva carrera, durant la seva etapa amb la SD Osca, Bauzá va patir dues lesions de lligament creuat anterior gairebé consecutius -genoll dret i esquerre- que el van deixar de banda durant gairebé dos anys. Es va retirar al final de la campanya 2011-12 mentre estava al servei d'aquest equip, als 36 anys